# Gachenbach
Gachenbach település Németországban, azon belül Bajorországban. Lakosainak száma 2592 fő (2023. december 31.).

## Népesség
A település népessége az elmúlt években az alábbi módon változott:
| Lakosok száma | 1654 | 431  | 2341 | 2329 | 2342 | 2392 | 2481 | 2515 | 2617 | 2592 |
|               | 1970 | 1975 | 2011 | 2012 | 2014 | 2015 | 2017 | 2019 | 2022 | 2023 |